# 25 de junio
El 25 de junio es el 176.º (centésimo septuagésimo sexto) día del año en el calendario gregoriano y el 177.º en los años bisiestos. Quedan 189 días para finalizar el año.

## Acontecimientos
- 524: en Isère (sureste de Francia) los francos vencen a los burgundios en la batalla de Vézeronce.
- 841: en Francia, Carlos el Calvo y Luis el Germánico vencen a Lotario I de Italia y Pipino II de Aquitania (todos descendientes de Carlomagno) en la Batalla de Fontenoy-en-Puisaye. Mueren unos 50 000 hombres.
- 1391: en el norte de Italia ―en el marco de las guerras entre güelfos y gibelinos― se libra la batalla de Alessandria.
- 1412: en la Corona de Aragón, seis notarios levantan acta de la decisión unánime de los nueve compromisarios de Caspe de elegir nuevo rey de Aragón a Fernando de Antequera.
- 1431: en España, Pedro Fernández de Velasco ataca las tierras musulmanas de Montefrío (Granada), incendiando mieses y montes.
- 1678: en la Universidad de Padua, la aristócrata veneciana Elena Cornaro Piscopia (1646-1684) es la primera mujer que recibe un doctorado de filosofía.
- 1751: en Argentina se funda la ciudad de San José de Jáchal.
- 1783: en la actual provincia de Entre Ríos (Argentina), a orillas del río Uruguay, el militar español nacido en Nicaragua Tomás de Rocamora funda Concepción del Uruguay.
- 1788: Virginia se convierte en el décimo estado en ratificar la Constitución de Estados Unidos.
- 1806: en las playas de Quilmes (a 20 km de Buenos Aires, Argentina), el ejército británico desembarca 1836 hombres, entre ellos el Regimiento 71 de Highlanders, dando inicio a las Invasiones inglesas.
- 1810: en el territorio de Tarija, perteneciente al virreinato del Río de la Plata (y en lo religioso al obispado de Salta), el alcalde y presidente cabildante Mariano Antonio de Echazú declara la independencia del territorio en un Cabildo Capitular apoyando la Revolución de Buenos Aires.
- 1813: en Acapulco, México, José María Morelos establece los lineamientos para la elección de diputados que integrarán posteriormente el Congreso de Anáhuac.
- 1852: en Australia, el río Murrumbidgee arrasa con la aldea colonial de Gundagai (Nueva Gales del Sur), matando entre 78 y 89 personas (de una población de 250 personas). Los indígenas locales salvan al menos a 40 personas. Al año siguiente hubo una inundación peor, y el pueblo fue trasladado a tierras más altas.
- 1856: en México, se expide la Ley de Desamortización de las Fincas Rústicas y Urbanas de las Corporaciones Civiles y Religiosas de México, conocida como la Ley Lerdo, la cual tenía como objetivos crear una clase media rural (que ―a semejanza de la estadounidense― tuviera deseos de desarrollarse), sanear las finanzas públicas del Estado y reanimar la economía.
- 1857: en Nicaragua, el coronel José Dolores Estrada Vado es ascendido a general de brigada por derrotar a los filibusteros del estadounidense William Walker en la batalla de San Jacinto el 14 de septiembre del año anterior.
- 1857: en París, el poeta Charles Baudelaire publica Las flores del mal.
- 1870: en España, la reina Isabel II abdica del trono.
- 1876: en España, y en el marco de la Tercera Guerra Carlista se libra la batalla de Abárzuza, en la que mueren más de 1500 soldados liberales, incluido el propio general Manuel Gutiérrez de la Concha.
- 1876: en Estados Unidos el ejército es derrotado por los indios sioux (batalla de Little Bighorn).
- 1912: en el interior de la provincia de Santa Fe (Argentina), se inicia la rebelión agraria conocida como el Grito de Alcorta.
- 1938: en Irlanda, el Dr. Douglas Hyde es nombrado el primer presidente.
- 1940: Francia se rinde formalmente a la Alemania nazi.
- 1944: A 262 km al este de Helsinki (Finlandia) y 143 km al noroeste de San Petersburgo (Rusia) tropas finlandesas ― apoyadas por 4000 efectivos alemanes ― vencen a los soviéticos en la batalla de Tali-Ihantala, la batalla más grande de los territorios nórdicos. Mueren 2500 finlandeses y 1746 soviéticos.
- 1947: se publica el Diario de Ana Frank.
- 1948: comienza el bloqueo de Berlín.
- 1949: se estrena la película animada Liebre de pelo largo, protagonizada por Bugs Bunny.
- 1950: en Corea, las tropas del norte cruzan el paralelo 38°, dando comienzo a la Guerra de Corea, que durará hasta julio de 1953.
- 1950: En el edificio de las Naciones Unidas, en Nueva York, se adopta la Resolución 82 del Consejo de Seguridad de las Naciones Unidas.

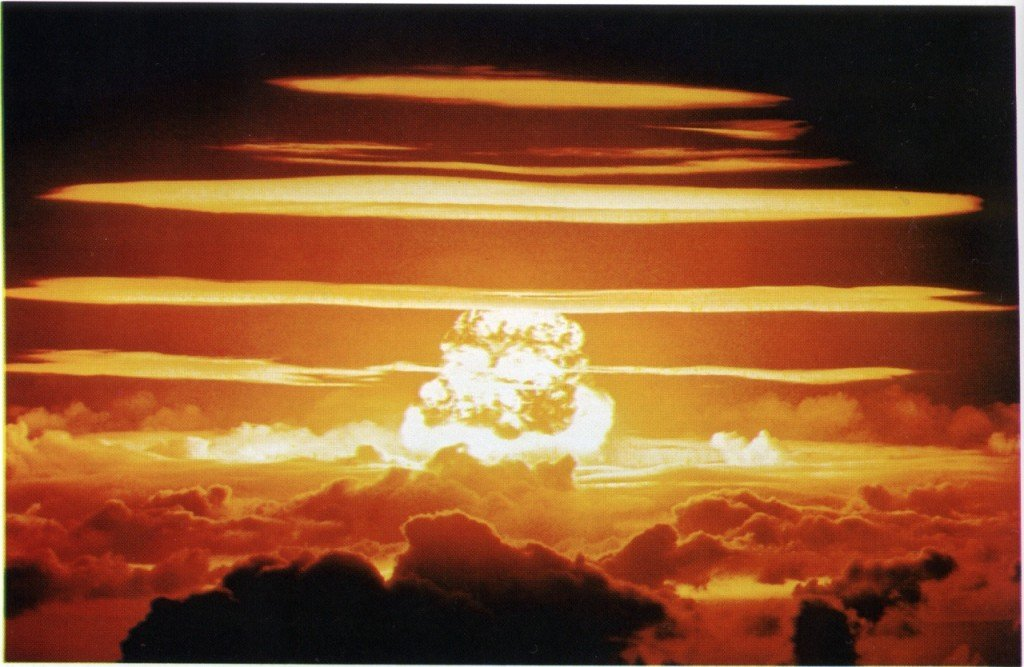
Explosión de la bomba de hidrógeno Dakota, en 1956. Fue la bomba n.º 82 de las 1132 que Estados Unidos detonó entre 1945 y 1992.

- 1956: en el atolón Bikini, Estados Unidos detona la bomba atómica Dakota (nombre de una etnia de nativos americanos), de 1100 kilotones, la decimosegunda de las 17 de la operación Redwing.
- 1967: primer programa mundial vía satélite: Our World.
- 1967: última actuación en televisión de la banda británica de rock The Beatles, donde graban All you need is love.
- 1975: en India, la primera ministra Indira Gandhi declara el estado de emergencia, suspendiendo las libertades individuales.
- 1975: Mozambique se independiza de Portugal.
- 1975: en Chile, la dictadura militar de Pinochet detiene a la dirección política clandestina del Partido Socialista de Chile.
- 1975: en Olancho, Honduras agentes de la Dirección Nacional de Investigaciones y las Fuerzas Armadas llevan a cabo la Masacre de Los Horcones contra distintos manifestantes del movimiento campesino.
- 1977: el Real Betis Balompié logra su 1.ª Copa del Rey tras derrotar al Athletic Club de Bilbao en la final disputada en el estadio Vicente Calderón.
- 1978: Argentina conquista la Copa Mundial de Fútbol al vencer en la final a los Países Bajos por 3-1.[1]
- 1981: Microsoft Inc. se estructura como empresa.
- 1983: en España se deroga el uso del garrote vil, instrumento de ejecución proveniente de la República Romana, utilizado en este país como forma para ejecutar la pena capital. (Ver Categoría:Ejecutados en el garrote vil).
- 1990: en Navarra (España) se producen los Sucesos de la Foz de Lumbier. Un sargento de la Guardia Civil y dos miembros de la ETA mueren durante un enfrentamiento armado.
- 1991: Croacia y Eslovenia declaran unilateralmente su independencia de Yugoslavia.
- 1993: Kim Campbell es elegida líder del Partido Conservador de Canadá y se convierte en la 1.ª  mujer primera ministra de Canadá.
- 1993: en Austria se adopta la Declaración y el Programa de Acción de Viena.
- 1996: en Khobar (Arabia Saudí), una bomba en las torres Khobar mata 19 marines estadounidenses.
- 1997: la nave no tripulada rusa nave Progress (utilizada para llevar víveres y combustible a las estaciones espaciales) choca con la estación espacial rusa Mir.
- 1998: en Estados Unidos, Microsoft pone a la venta Windows 98.
- 1999: San Antonio Spurs derrotó 4-1 a New York Knicks en las Finales y se coronaron campeones de la NBA por primera vez en su historia, siendo el primer equipo proveniente de la American Basketball Association en lograr el campeonato en la mayor liga del baloncesto mundial (la National Basketball Association).
- 2003: entra en quiebra la empresa Data East, creadora del videojuego Muppets Party Cruise.
- 2006: cerca de Gaza (Israel), palestinos atacan un puesto del ejército de ocupación israelí, matan a dos soldados y secuestran a otro, Guilad Schalit. Los palestinos eran miembros de las brigadas Izz ad-Din al-Qassam (el brazo armado del partido gobernante Hamás), el Comité de Resistencia Popular (que incluye miembros del Fatah, la Jihad Islámica y el Hamás), y el Ejército del Islam.
- 2007: en la localidad estadounidense de Fayetteville, cerca de Atlanta (estado de Georgia, son encontrados muertos el luchador profesional de WWE, Chris Benoit, su esposa Nancy y su hijo Daniel en un doble homicidio-suicidio.
- 2007: en la ciudad de Dnepropetrovsk, Ucrania se descarta una serie de asesinatos causando 21 asesinatos en 21 días conocido como los Maníacos de Dnepropetrovsk quienes fueron Viktor Sayenko, Igor Suprunyuk y Alexander Ganzha.
- 2009: Chile y Panamá llegan a un acuerdo de reparación económica de 6.05 millones de dólares estadounidenses al Gobierno de Chile y a los familiares del general José Alejandro Bernales y la comitiva chilena fallecidos en el accidente del helicóptero que sucedió el 29 de mayo de 2008.
- 2014: Libia celebra elecciones parlamentarias a poco más de 2 años y medio del fin de la Guerra Civil que son claves en proceso para eliminar el vacío institucional que es causa de la proliferación de grupos armados en el país.[2]
- 2020: el Liverpool conquista la Premier League por 1.ª vez y se corona campeón del fútbol inglés después de 30 años sin lograrlo.
- 2021: el helicóptero del presidente de Colombia es atacado mientras se desplazaba hacia la ciudad de Cúcuta. A bordo se encontraban el presidente Iván Duque, los ministros de interior y de defensa, el gobernador de Norte de Santander, el alcalde de Cúcuta y el senador Ernesto Macías. El helicóptero recibió 6 disparos, y se considera que los autores de este atentado son los grupos guerrilleros de FARC y el ELN.
- 2022: las Fuerzas Armadas de Ucrania se retiran de la ciudad de Severodonetsk.

## Nacimientos
- 1328: William Montacute, militar inglés (f. 1397).
- 1560: Wilhelm Fabry, insurgente alemán (f. 1634).
- 1612: Juan Alberto Vasa, obispo polaco (f. 1634).
- 1708: Pompeo Girolamo Batoni, pintor italiano (f. 1787).
- 1715: Joseph-François Foullon, político francés (f. 1789).
- 1788: Pedro León Torres, militar y prócer venezolano (f. 1822).
- 1789: Silvio Pellico, escritor italiano (f. 1854).
- 1814: Gabriel Auguste Daubrée, geólogo francés (f. 1896).
- 1829: Joaquín de la Cantolla y Rico, telegrafista mexicano, pionero en la construcción de globos aerostáticos (f. 1914).
- 1842: Eloy Alfaro, revolucionario y presidente ecuatoriano (f. 1912).
- 1852: Antoni Gaudí, arquitecto español (f. 1926).
- 1858: Georges Courteline, dramaturgo francés (f. 1929).
- 1860: Gustave Charpentier, compositor francés (f. 1956).
- 1862: José Joaquín Arrospide, obispo español (f. 1928).

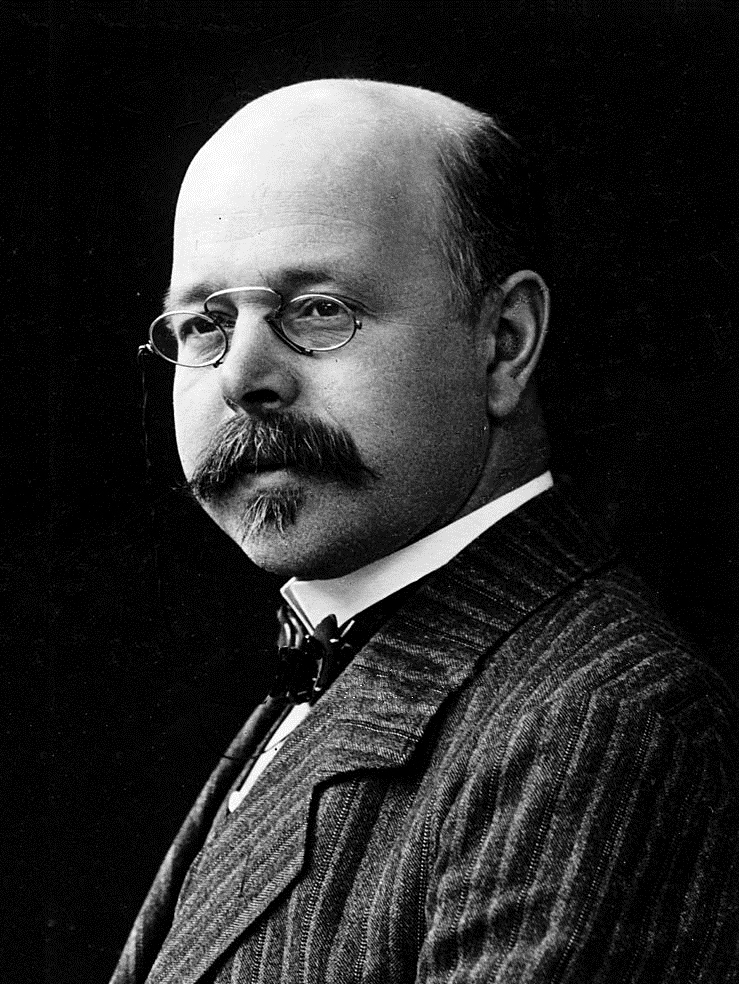
Walther Hermann Nernst.

- 1864: Walther Hermann Nernst, físico y químico alemán, premio nobel de química en 1920 (f. 1941).
- 1865: Robert Henri, pintor estadounidense (f. 1929).
- 1866: Eloísa Díaz, médico chilena (f. 1950).
- 1884: Daniel-Henry Kahnweiler, promotor de arte alemán (f. 1979).

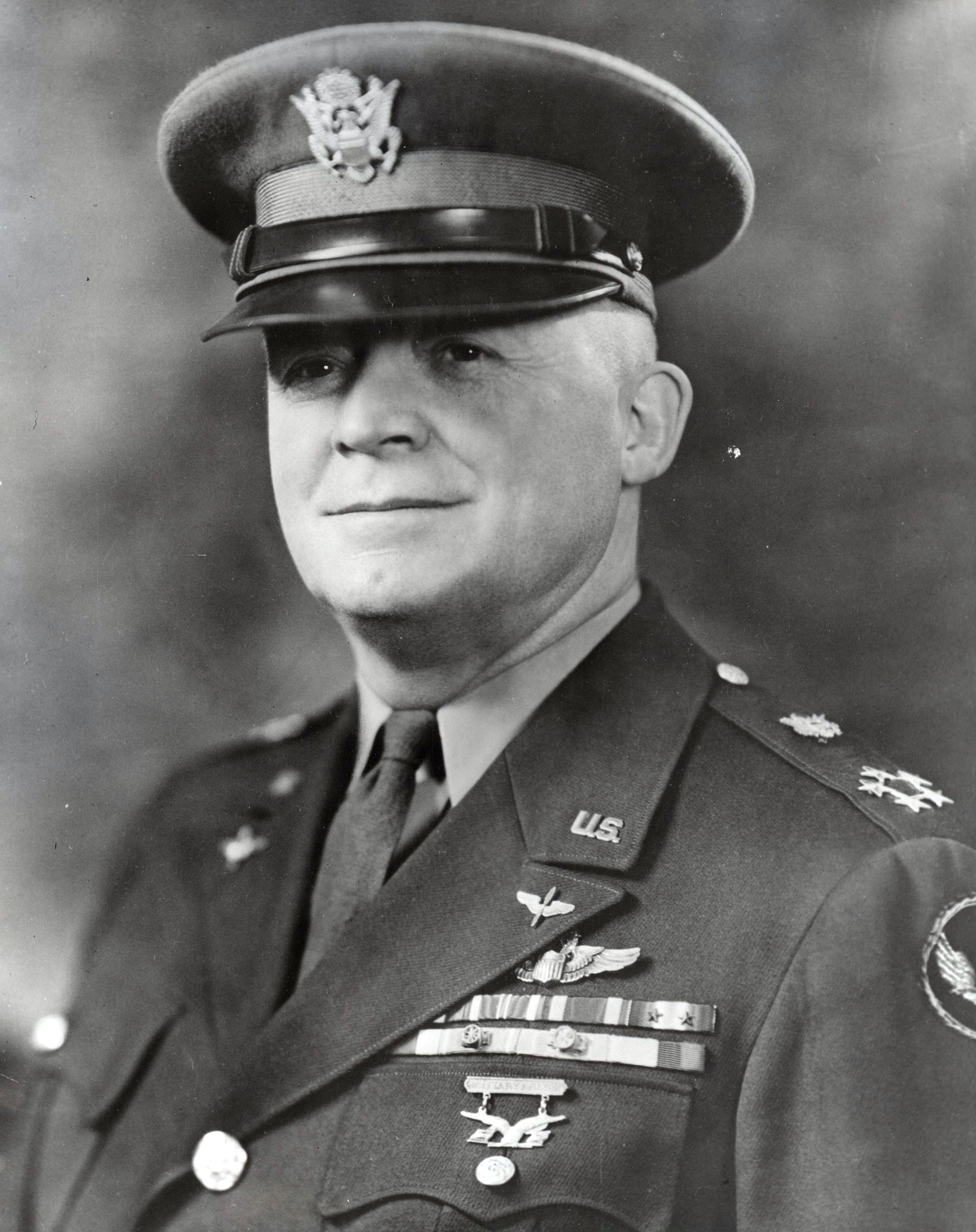
Henry H. Arnold.

- 1886: Henry H. Arnold, militar estadounidense (f. 1950).
- 1887: George Abbott, dramaturgo estadounidense (f. 1995).
- 1894: Hermann Oberth, físico austrohúngaro (f. 1989).
- 1900: Louis Mountbatten, estadista británico (f. 1979).
- 1901: Giacomo Debenedetti, escritor italiano (f. 1967).
- 1903: George Orwell, escritor y periodista británico (f. 1950).
- 1903: Anne Revere, actriz estadounidense (f. 1990).
- 1907: J. Hans D. Jensen, físico alemán (f. 1973).
- 1907: Enrique Pichon-Rivière, médico psiquiatra y filósofo suizo nacionalizado argentino (f. 1977).
- 1908: Willard Van Orman Quine, filósofo estadounidense (f. 2000).
- 1911: William Howard Stein, bioquímico estadounidense (f. 1980).
- 1913: Cyril Fletcher, cómico británico (f. 2005).
- 1917: Rafael Banquells, actor mexicano (f. 1990).
- 1919: Alberto Valdés Ramos, jinete mexicano (f. 2013).
- 1919: Duda Enginoev, militar soviético (f. 1979).
- 1922: Antonio Bienvenida, torero español (f. 1975).
- 1923: Sam Francis, pintor estadounidense (f. 1994).
- 1924: Sidney Lumet, cineasta estadounidense (f. 2011).
- 1924: Luis Suárez Fernández, historiador español.
- 1925: Raúl Rossi, actor argentino (f. 1993).
- 1925: Robert Venturi, arquitecto estadounidense (f. 2018).
- 1925: June Lockhart, actriz estadounidense.
- 1926: Ingeborg Bachmann, escritora austriaca (f. 1973).

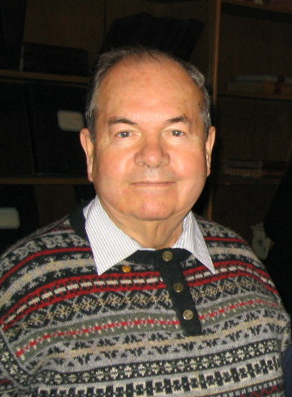
Alekséi Alekséyevich Abrikósov.

- 1928: Alekséi Alekséyevich Abrikósov, físico ruso, premio nobel de física 2003 (f. 2017).
- 1928: Peyo, historietista belga (f. 1992).
- 1928: Alex Toth, historietista español (f. 2006).
- 1928: Nito Veiga, futbolista y entrenador argentino (f. 2004).
- 1929: Eric Carle, escritor e ilustrador estadounidense (f. 2021).
- 1930: George Murdock, actor estadounidense (f. 2012).
- 1930: Heinz Schiller, piloto de automovilismo suizo (f. 2007).
- 1932: Peter Blake, artista británico.
- 1933: James Meredith, activista estadounidense.
- 1933: Álvaro Siza Vieira, arquitecto portugués.
- 1933: José María Aroca Ruiz-Funes, político español (f. 2010).
- 1934: Beatriz Sheridan, actriz y directora mexicana (f. 2006).
- 1936: Jusuf Habibie, militar, ingeniero aeronáutico y político indonesio, presidente de Indonesia entre 1998 y 1999 (f. 2019).
- 1937: Nawaf Al-Ahmad Al-Yaber Al-Sabah, político kuwaití, emir de Kuwait entre 2020 y 2023 (f. 2023).
- 1937: Keizō Obuchi, político japonés (f. 2000).
- 1939: Guillermo Ortiz Camargo, futbolista mexicano (f. 2009).
- 1940: Claudia Lapacó, actriz argentina.
- 1941: Denys Arcand, cineasta canadiense.
- 1942: Manolo Otero, actor y cantante español (f. 2011).
- 1942: Willis Reed, baloncestista estadounidense (f. 2023).
- 1945: Carly Simon, cantante estadounidense.
- 1946: Romeo Dallaire, senador canadiense.
- 1946: Ian McDonald, músico británico, de la banda King Crimson (f. 2022).
- 1948: Manuel Bento, futbolista portugués (f. 2007).
- 1948: Manuel Guerrero, dirigente comunista chileno (f. 1986).
- 1949: Patrick Tambay, piloto francés de Fórmula 1 (f. 2022).
- 1951: Eva Bayer-Fluckiger, matemática suiza.
- 1952: Ernesto Ruffo Appel, político mexicano.
- 1954: David Paich, músico estadounidense, de la banda Toto.
- 1954: Lina Romay, actriz, directora y montadora de cine española (f. 2012).
- 1955: Alberto Galíndez, político venezolano, Gobernador de Cojedes entre 1996-2000 y desde 2021.
- 1956: Anthony Bourdain, chef, presentador y escritor estadounidense (f. 2018).

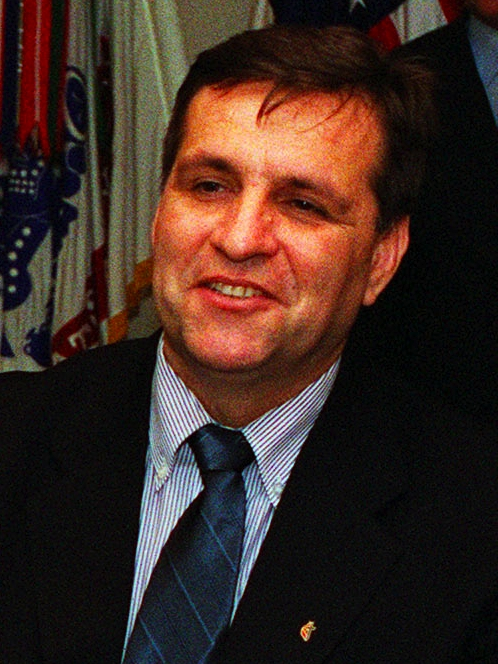
Boris Trajkovski.

- 1956: Boris Trajkovski, político macedonio, presidente de Macedonia del Norte entre 1999 y 2004 (f. 2004).
- 1959: Juan Francisco Muñoz Melo, jugador de balonmano español.

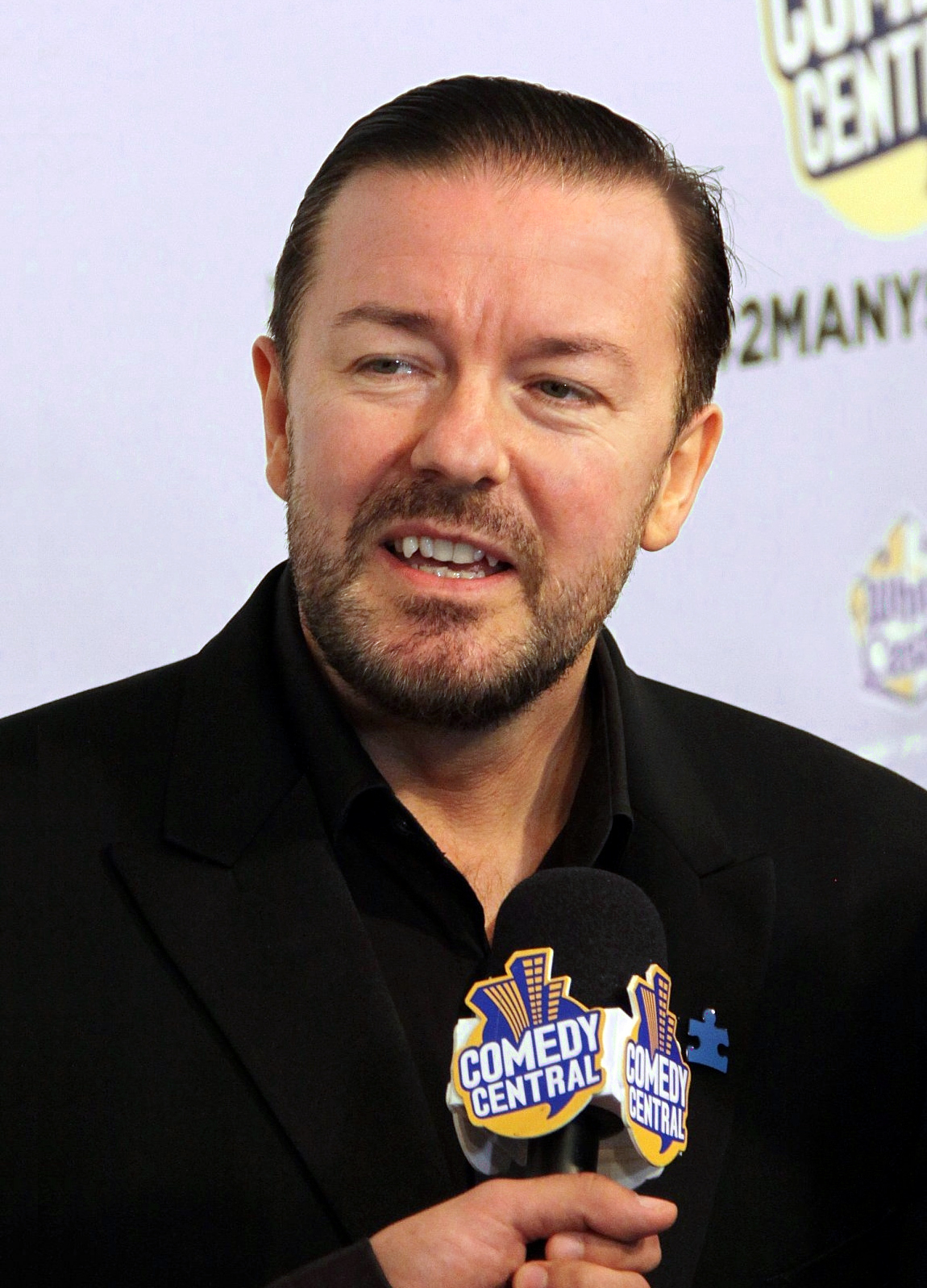
Ricky Gervais.

- 1961: Ricky Gervais, actor, director, guionista y comediante británico.
- 1962: Ricardo Iorio, músico y cantante argentino de heavy metal (f. 2023).
- 1963: George Michael, cantante y compositor británico, de la banda Wham! (f. 2016).
- 1963: Yann Martel, escritor canadiense.
- 1963: Leonid Markélov, político y abogado ruso.
- 1964: Johnny Herbert, piloto británico de carreras.
- 1964: Emma Suárez, actriz española.
- 1965: Jean Castex, político francés.
- 1966: Dikembe Mutombo, baloncestista congoleño-estadounidense (f. 2024).
- 1969: Zim Zum, guitarrista estadounidense, de la banda Marilyn Manson.
- 1970: Paula Almerares, soprano argentina.
- 1970: Erki Nool, atleta estonio.
- 1971: Angela Kinsey, actriz estadounidense.
- 1971: Neil Lennon, futbolista norirlandés.
- 1971: Andrés López, comediante, actor de cine y presentador colombiano.
- 1972: Carlos Delgado, beisbolista puertorriqueño.
- 1972: Saif al Islam Gadafi, político libio, hijo de Muamar el Gadafi.
- 1972: Mike Kroeger, músico estadounidense, de la banda Nickelback.
- 1972: Jon Maia, bertsolari, cantante, escritor y documentalista vasco.
- 1972: Danny Stam, ciclista neerlandés.
- 1973: Jamie Redknapp, futbolista británico.
- 1973: Jerren Nixon, futbolista trinitense.
- 1974: Paola Farías, modelo, actriz y cantante ecuatoriana.
- 1974: Lauren Faust, animadora estadounidense.
- 1974: Jim LaMarca, guitarrista estadounidense, de la banda Chimaira.
- 1975: Linda Cardellini, actriz estadounidense.
- 1975: Chenoa, cantante española nacida en Argentina.
- 1975: Albert Costa, tenista español.
- 1975: Natasha Klauss, actriz colombiana.
- 1975: Vladímir Krámnik, ajedrecista soviético.
- 1977: Fernanda Lima, modelo y presentadora brasileña.
- 1977: Lola Ponce, cantante argentina.
- 1978: Chuckie, DJ y productor neerlandés de ascendencia surinamés.
- 1978: Layla El, luchadora profesional estadounidense.
- 1978: Aramis Ramírez, beisbolista dominicano.
- 1980: Inma Cuesta, actriz española.
- 1981: Simon Ammann, saltador de esquí suizo.
- 1982: Rain, cantante surcoreano.
- 1982: Mijaíl Yuzhny, tenista ruso.
- 1983: Daniele Gastaldello, futbolista italiano.
- 1983: Mabel Moreno, actriz colombiana.
- 1984: Guillermo Beltrán, futbolista paraguayo.
- 1985: Scott Brown, futbolista escocés.
- 1985: Hanna Nicole, cantante y compositora estadounidense.
- 1987: Claudio Corti, piloto de motociclismo italiano.
- 1988: Miguel Layún, futbolista mexicano
- 1989: Alfred Akoasene, futbolista camerunés.
- 1989: Carolina Miranda, actriz, presentadora y modelo mexicana.
- 1990: Sibongile Mlambo, actriz zimbabuense radicada en Estados Unidos.
- 1990: Nahuel Pombo, futbolista argentino.
- 1991: Simone Zaza, futbolista italiano.
- 1992: Koen Casteels, futbolista belga.
- 1994: Oleksandr Andriyevskyi, futbolista ucraniano.
- 1996: Mikel Azcona, piloto de automovilismo español.
- 1996: Rémy Descamps, futbolista francés.
- 1996: Mohamed Dräger, futbolista tunecino.
- 1996: Estefanía Fernández, piragüista española.
- 1996: Pietro Fittipaldi, piloto de automovilismo brasileño.
- 1996: Franco Ortega, futbolista chileno.
- 1996: Gustavo Santos Costa, futbolista brasileño.
- 1997: Rodrigo Bentancur, futbolista uruguayo.
- 1997: Curwin Bosch, rugbista sudafricano.
- 1997: Jacquie Lee, cantante estadounidense.
- 1999: Messias Baptista, piragüista portugués.
- 1999: Abdülkadir Ömür, futbolista turco.
- 1999: Miriam Cherop, atleta keniana.
- 1999: Collin Gillespie, baloncestista estadounidense.
- 1999: Morten Hjulmand, futbolista danés.
- 1999: Brian Ocampo, futbolista uruguayo.
- 1999: Caeli McKay, saltadora canadiense.
- 2000: Péter Gálicz, nadador húngaro.
- 2000: Philip Heijnen, ciclista neerlandés.
- 2000: Mason Hollyman, ciclista británico.
- 2000: Salvi Carrasco, futbolista español.
- 2001: Jacob Christensen, futbolista danés.
- 2002: Benson Boone, cantante estadounidense.
- 2002: Mason Vale Cotton, actor estadounidense.
- 2004: Saba Goglichidze, futbolista georgiano.
- 2005: Vladyslav Krapyvtsov, futbolista ucraniano.
- 2006: Mckenna Grace, actriz y cantante estadounidense.

## Fallecimientos
- 1134: Nicolás I, aristócrata danés, rey de Dinamarca entre 1104 y 1134 (n. 1065).
- 1218: Simón IV de Montfort, cruzado francés (n. 1160).
- 1483: Eduardo V, aristócrata inglés, rey sin coronar (n. 1470).
- 1483: Anthony Woodville, escritor británico (n. 1442).
- 1522: Franchino Gaffurio, compositor italiano (n. 1451).
- 1533: María Tudor, aristócrata británica (n. 1496).
- 1535: Rumiñahui, último comandante de Atahualpa en pie de lucha contra el invasor español (n. 1482).
- 1572: Alfonso García Matamoros, humanista español (n. hacia 1510).
- 1579: Hatano Hideharu, samurái japonés (n. 1541).
- 1593: Michele Mercati, físico y jardinero italiano (n. 1541).
- 1634: John Marston, dramaturgo británico (n. 1576).
- 1638: Juan Pérez de Montalbán, poeta y dramaturgo español. (n. 1602)
- 1665: Archiduque Segismundo Francisco de Austria (n. 1630).
- 1669: Francisco de Borbón Vendôme, aristócrata soldado francés (n. 1616).
- 1671: Giovanni Battista Riccioli, astrónomo italiano (n. 1598).
- 1673: Conde D'Artañán (Charles de Batz-Castelmore), militar francés, capitán de los mosqueteros de Luis XIV (n. 1611).
- 1686: Simón Ushakov, pintor ruso (n. 1626).
- 1699: Francisco de Beaufort, aristócrata francés (n. 1616).
- 1715: Jean du Casse, almirante francés (n. 1646).
- 1767: Georg Philipp Telemann, compositor alemán (n. 1681).
- 1792: Thomas Peters, fundador de Sierra Leona (n. 1738).
- 1798: Thomas Sandby, arquitecto británico (n. 1721).
- 1804: Georges Cadoudal, político contrarrevolucionario francés (n. 1771).
- 1822: E. T. A. Hoffmann, escritor alemán (n. 1776).
- 1835: Hipólita Bolívar, también conocida como Negra Hipólita, esclava de la familia Bolívar Palacios (n. 1763).
- 1838: François Nicolas Benoît, general francés (n. 1774).
- 1849: José Cornelio Muñoz, militar y prócer venezolano, participante de la Guerra de la independencia (n. 1794).
- 1861: Abd-ul-Mejid I, sultán otomano entre 1839 y 1861 (n. 1823).
- 1866: Alexander von Nordmann, zoólogo y botánico finlandés (n. 1803).
- 1868: Carlo Matteucci, físico italiano (n. 1811).
- 1872: Julio Grave de Peralta, general cubano del Ejército Libertador; caído en combate (n. 1834).
- 1875: Antoine-Louis Barye, escultor francés (n. 1796).
- 1876: George Armstrong Custer, militar estadounidense (n. 1839).
- 1882: François Jouffroy, escultor francés (n. 1806).
- 1884: Hans Rott, compositor austríaco (n. 1858).
- 1894: Marie François Sadi Carnot, político francés, Presidente de Francia entre 1887 y 1894 (f. 1837).
- 1909: Emilia Álvarez Mijares, escritora española (n. 1834)
- 1912: Lawrence Alma-Tadema, pintor neerlandés (n. 1836).
- 1916: Thomas Eakins, artista estadounidense (n. 1844).
- 1936: Manlio Fabio Altamirano, político mexicano (n. 1892)
- 1937: Colin Clive, actor británico (n. 1900).
- 1944: Lucha Reyes, cantante mexicana (n. 1906). (Otros autores consignan que el 24 de este mes).
- 1948: William C. Lee, general estadounidense (n. 1895).
- 1959: Charles Starkweather, asesino en serie (n. 1938).
- 1960: Walter Baade, astrónomo alemán (n. 1893).
- 1961: Jorge Mañach, escritor y político cubano (n. 1898).
- 1971: John Boyd Orr, físico escocés (n. 1880).
- 1974: Mary R. Calvert, astrónoma estadounidense (n. 1884)
- 1976: Johnny Mercer, letrista estadounidense (n. 1909).
- 1976: Minor White, fotógrafo estadounidense (n. 1908).
- 1977: Olave Saint Claire Soames, educadora británica (n. 1889).
- 1978: Armando Revoredo, político, médico y aviador peruano (n. 1896).
- 1979: Philippe Halsman, fotógrafo estadounidense (n. 1906).
- 1983: Alberto Ginastera, compositor argentino (n. 1916).
- 1984: Michel Foucault, filósofo francés (n. 1926).
- 1985: Julio Lucena, actor mexicano (n. 1924).
- 1985: Morris Mason, asesino estadounidense (n. 1954).
- 1988: Hillel Slovak, guitarrista israelí, de la banda Red Hot Chili Peppers (n. 1962).
- 1989: Gallito (Rafael Ortega Gómez), torero español (n. 1917).
- 1989: Edward C. Tudor (69), inventor estadounidense del transmisor (n. 1920).
- 1990: Ronald Gene Simmons, asesino en serie estadounidense (n. 1940).
- 1992: James Stirling, arquitecto británico, premio Pritzker en 1981 (n. 1926).
- 1993: Arturo Moreno, historietista e ilustrador español (n. 1909).
- 1995: William Layton, dramaturgo estadounidense (n. 1913).
- 1995: Ernest Thomas Sinton Walton, físico irlandés, premio nobel de física en 1951 (n. 1903).
- 1997: Jacques Cousteau, oficial naval, explorador, investigador y biólogo marino francés (n. 1910).
- 1999: Fred Trump, empresario inmobiliario y filántropo estadounidense (n. 1905).
- 2004: Imanol Larzabal, cantautor español (n. 1947).
- 2004: Carlos Alberto Lacoste, militar y dictador argentino (n. 1929).
- 2007: Pedro Amalio López, director y realizador español (n. 1929).
- 2008: Vicente La Russa, actor y comediante argentino (n. 1928).
- 2009: Farrah Fawcett, actriz estadounidense (n. 1947).
- 2009: Guillermo Guerrero, dibujante argentino (n. 1923).
- 2009: Michael Jackson, cantante y bailarín estadounidense (n. 1958).
- 2010: José María Díez-Alegría, teólogo y sacerdote español (n. 1911).
- 2011: Annie J. Easley, ingeniera informática, matemática y científica estadounidense (n. 1933).
- 2011: Jan Kulakowski, sindicalista y jurista polaco (n. 1930).
- 2011: Juan Vallet de Goytisolo, jurista y filósofo del derecho español (n. 1917).
- 2014: Ana María Matute, escritora española (n. 1925).
- 2015: Alejandro Romay, productor artístico y empresario argentino (n. 1927).
- 2018: Richard Benjamin Harrison, empresario estadounidense (n. 1941).
- 2019: Edgardo Mesa, locutor, periodista y actor argentino (n. 1937).
- 2022: Bill Woolsey, nadador estadounidense (n. 1934).
- 2023: John B. Goodenough, físico alemán-estadounidense, premio nobel de química en 2019 (n. 1922).
- 2024: Bill Cobbs, actor estadounidense (n. 1934).

## Celebraciones
- Día de la Gente de Mar.

- Día Mundial Antitaurino.
Antitauromaquia es el activismo que se opone a la utilización de toros en espectáculos o festejos. Contra los que implican la muerte del animal, como las corridas de toros, pero también contra otras actividades que pueden herirlos o lesionarlos.

- Día Mundial de la Diversidad Sexual.[3]
Se conmemora cada 25 de junio. Esta fecha tiene como objetivo reivindicar los derechos humanos de las personas LGBTTTIQ+ y promover el respeto a la diversidad sexual. Sin embargo, el Día Internacional del Orgullo LGBT se celebra el 28 de junio, en conmemoración de los disturbios de Stonewall, que marcaron un hito en la lucha por los derechos de esta comunidad. Ambas fechas, aunque distintas, se complementan en la celebración de la diversidad y la lucha por la igualdad de derechos para todas las personas, independientemente de su orientación sexual e identidad de género.

Salud
- Día Mundial del Vitiligo.[4]
Enfermedad cutánea, crónica y no contagiosa que ocasiona un trastorno en la pigmentación de la piel, por lo que aparecen manchas denominadas máculas, de color blanco nacarado y con una superficie lisa.

- Día de Concientización sobre la Escoliosis.[5]
Un día dedicado a crear conciencia sobre esta afección espinal, frecuente pero a menudo incomprendida.

Por países
(Por orden alfabético)
- Argentina:
  - Día del Psicólogo Social.[6]
  - Día del Otorrinolaringólogo.[7]
 En conmemoración a la creación de la Federación Argentina de Sociedades de Otorrinolaringología creada en esta fecha en 1989  (36 años).
    -  Entre Ríos: 
      - Aniversario de Concepción del Uruguay.[8]
Fundación: 25 de junio de 1783 (242 años).

- Ecuador:
  - Machala: 
    - Fiestas de cantonización.

- Estados Unidos:
- Día Nacional del Catfish.[9]
(en inglés: National Catfish Day).
- Día Nacional del Parfait de Fresas.[10]
(en inglés: National Strawberry Parfait Day).
- Día de Bourdain.[11]
En honor al cumpleaños del célebre chef, escritor y presentador Anthony Bourdain. Fue iniciado por sus amigos y colegas -los chefs Eric Ripert y José Andrés- en 2019, no para recordar su muerte, sino su vida y legado.
(en inglés: Bourdain Day).
- Día del Queso de cabra.[12]
- Día Nacional del Vino Croata.[13]
- Día Nacional del Pergamino (papel de cocina para hornear).[14]
(en inglés: National Parchment Day).

- Guatemala:
  - Día del maestro.

- Mozambique:
  - Día de la Independencia.

- Paraguay:
  - Día del Libro Paraguayo.

### Santoral católico

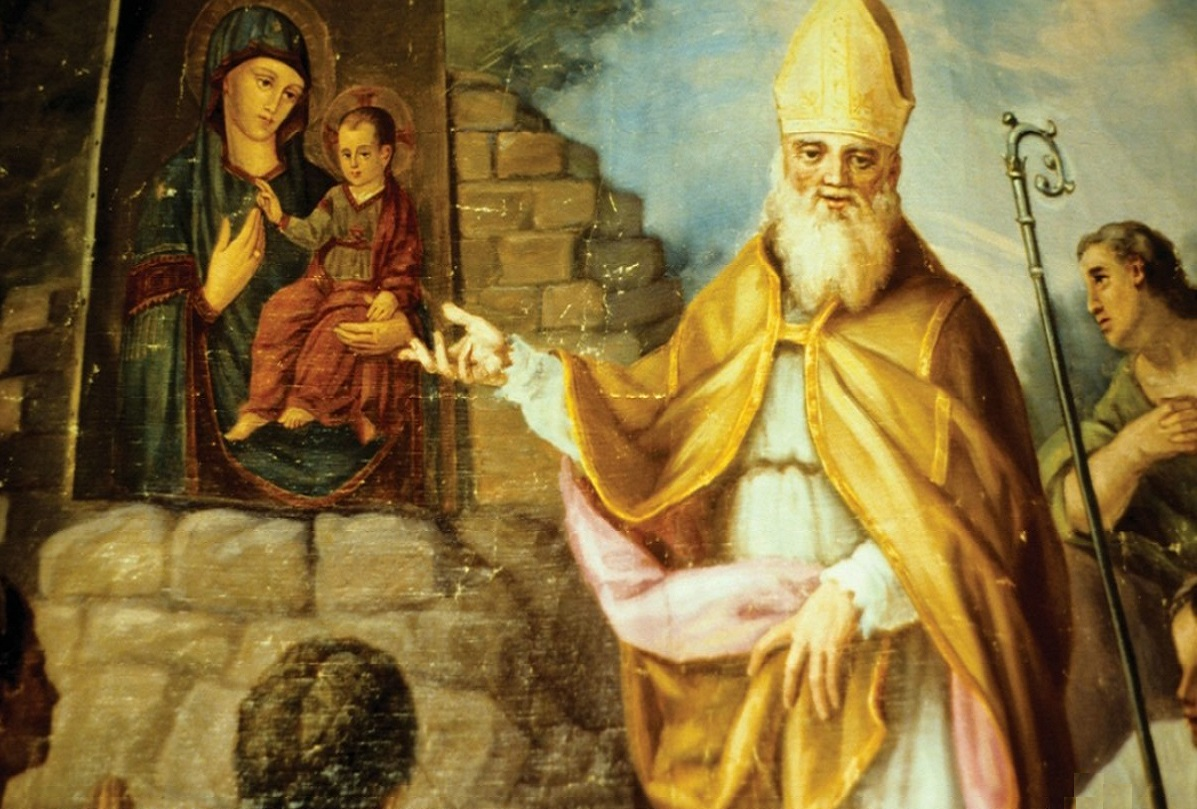
San Máximo de Turín.

Celebración del día: San Máximo de Turín, obispo (c. 408-423).(imagen ilustrativa).
- San Próspero de Aquitania, (c. 463).[15]
- San Próspero de Reggio, obispo (s. V/VI).[15]
- Santa Tigris de Maurienne, virgen (s. VI).[15]
- San Moloc de Escocia o Luano de Roosmarkei, obispo (c. 592).[15]
- Santa Orosia de Jaca, virgen y mártir (c. 714).[15]
- San Adalberto de Egmon, diácono y abad (s. VIII).[15]
- San Salomón de Bretaña, mártir (874).[15]
- San Guillermo de Goleto, abad (1142).[15]
- Beato Juan Hispano, monje (1160).[15]
- Beata Dorotea de Montau, (1394).[15]
- Santos Domingo Henares y Francisco Do Minh Chieu, mártires (1838).[15]
- San Galicano de Alejandría.[15]
- San Sosíprato.[15]

Por países
(Por orden alfabético)
- España:
  - Alto Gállego: 
    - Fiesta patronal en honor de Santa Orosia.

  - Jacetania: 
    - Fiesta patronal en honor de Santa Orosia.